# 복기흰점쏠배감펭
복기흰점쏠배감펭(학명: Pterois russelii)은 쏨뱅이목 양볼락과의 바닷물고기이다. 몸의 길이는 30cm까지 성장한다.

## 특징
몸의 높이는 높고 몸은 약간 납작하다. 눈은 적당한 크기로 머리의 동쪽 가장자리에 접해 있다. 입은 크며, 위턱의 끝이 눈의 앞가장가리에 이른다. 두 눈 사이에 1쌍의 가시가 있고, 그 뒤쪽으로 3쌍의 가시가 있다. 양 턱에는 작은 솜털 모양의 이빨이 줄지어 있다. 주둥이에는 2쌍이 콧구멍이 있고, 앞콧구멍에는 작은 돌기가 있다.